# Army of the Valley
Het Army of the Valley of  Army of the Valley District was een leger van de Geconfedereerde Staten van Amerika tijdens de nadagen van de Amerikaanse Burgeroorlog. Dit leger stond onder leiding van luitenant-generaal Jubal Early tijdens de Veldtochten in de Shenandoahvallei in de zomer en herfst van 1864. Het was het laatste Zuidelijke leger dat Noordelijke gebied binnenviel en nog tot de buitenwijken van Washington D.C. kon doorstoten. Na de nederlaag bij Waynesboro op 2 maart 1865 hield het leger op te bestaan.

## Geschiedenis
De Zuidelijke generaal Robert E. Lee zat met zijn leger vast bij Petersburg en wou een deel van het numeriek veel sterkere Noordelijke leger weglokken. Hij was ook bezorgd over de recenter Noordelijke overwinningen in de Shenandoahvallei die een belangrijke aanvoerlijn was voor zijn gehavend leger. Hij stelde een gedurfd plan op om beide problemen aan te pakken. Op 12 juni 1864 detacheerde Lee zijn volledige Second Corps onder leiding van Jubal Early en gaf het een nieuwe naam, het Army of the Valley. De opdracht was om in noordelijke richting door de Shenandoahvallei op te rukken, de Potomac over te steken en Baltimore of zelfs Washington D.C. te bedreigen. Early nam onmiddellijk de nodige voorbereidingen. Zijn leger vertrok per spoor vanuit Petersburg en kwam aan in Lynchburg Virginia. Daar voegde hij zijn strijdmacht samen met die van John C. Breckinridge. De Noordelijke eenheden onder leiding van David Hunter trokken zich terug wegens de numeriek sterkere Zuidelijke strijdmacht.
Early versloeg met gemak de resterende Noordelijke garnizoenen in een reeks van kleinere slagen. Daarna marcheerde hij verder in noordelijke en daarna in oostelijke richting doorheen de Shenandoahvallei. Ze staken de South Mountain over. Bij Frederick in Maryland werd zijn strijdmacht een volle dag opgehouden door de confrontatie bij Monocacy. Op 11 juli was Early opgerukt tot bij Washington. Twee dagen later trok hij zijn strijdmacht echter terug. Nadat het leger terug in de Shenandaohvallei was, won het op 24 juli zijn laatste grote overwinning bij Kernstown waar het het Noordelijke VIII Corps onder George Crook versloeg. Early stuurde het merendeel van zijn cavalerie, onder leiding van John McCausland, naar Chambersburg Pennsylvania waar de stad gebrandschat werd.
Tegen eind juli 1864 was de Amerikaanse president Abraham Lincoln de escapades van Early beu. Hij overlegde met Ulysses S. Grant om de opties te bespreken. Generaal-majoor Philip Sheridan, die de verslagen Hunter verving, kreeg de opdracht op Early te verslaan. In een reeks van korte maar hevige gevechten versloeg Sheridan keer op keer Early’s leger. Het Army of the Valley trok zich in zuidelijke richting terug en vormde geen ernstige bedreiging meer.
Het Army of the Valley bleef actief tijdens de winter van 1864 – 65. Velen deserteerden en keerden terug naar hun huis. De overgebleven soldaten hadden tekort aan voorraden, munitie, kledij en voedsel, maar behielden toch de militaire discipline. Op 27 februari 1865 vertrok Sheridan met twee cavaleriedivisies uit Winchester en stelde zijn eenheden op om Early aan te vallen bij Wayensboro Virginia. De Noordelijke divisie onder leiding van generaal-majoor George Armstrong Custer kon de zwakke rechterflank van Early oprollen en het Army of the Valley vernietigen. Early kon met enkele officieren ontsnappen maar de rest van de 1.500 tellende strijdmacht werd gevangen genomen en naar Fort Delaware gestuurd. Het Army of the valley hield op te bestaan. Bij zijn terugkeer werd Early ontslagen uit actieve dienst.